# Équipe de Norvège féminine de football des moins de 19 ans
Maillots
L’équipe de Norvège féminine de football des moins de 19 ans est la sélection des joueuses norvégiennes de moins de 19 ans représentant leur nation lors des compétitions internationales de football féminin, sous l'égide de la Fédération de Norvège de football.

## Parcours

### Parcours en Coupe du monde
La compétition est passée en catégorie des moins de 20 ans à partir de 2006.
- 2002 : Non qualifiée
- 2004 : Non qualifiée

### Parcours en Championnat d'Europe
- 1998 : Quart-de-finaliste
- 1999 : Quatrième
- 2000 : Non qualifiée
- 2001 :  Finaliste
- 2002 : Phase de groupes
- 2003 :  Finaliste
- 2004 : Phase de groupes
- 2005 : Non qualifiée
- 2006 : Non qualifiée
- 2007 : Demi-finaliste
- 2008 :  Finaliste
- 2009 : Phase de groupes
- 2010 : Non qualifiée
- 2011 :  Finaliste
- 2012 : Non qualifiée
- 2013 : Phase de groupes
- 2014 : Demi-finaliste
- 2015 : Phase de groupes
- 2016 : Phase de groupes
- 2017 : Non qualifiée
- 2018 : Demi-finaliste
- 2019 : Phase de groupes
- 2020 - 2021 : Editions annulées
- 2022 :  Finaliste
- 2023 : A venir